# Аґуст Глюнссон
Заголовок цієї статті — це ісландське ім'я, де Аґуст — особове ім'я, а Глюнссон — ім'я по батькові. 
Аґуст Глюнссон (ісл. Ágúst Hlynsson, нар. 28 березня 2000, Акурейрі) — ісландський футболіст, півзахисник клубу «Брейдаблік».
Виступав, зокрема, за клуб «Горсенс», а також молодіжну збірну Ісландії.

## Клубна кар'єра
Народився 28 березня 2000 року в місті Акурейрі. Вихованець юнацьких команд футбольних клубів «Брейдаблік», «Норвіч Сіті» та «Брондбю».
У дорослому футболі дебютував 2016 року виступами за команду «Брейдаблік», у якій того року взяв участь у 4 матчах чемпіонату. 
Протягом 2019—2020 років захищав кольори клубу «Вікінґур».
Своєю грою за останню команду привернув увагу представників тренерського штабу клубу «Горсенс», до складу якого приєднався 2020 року. Відіграв за команду з Горсенса наступні два сезони своєї ігрової кар'єри.
Згодом з 2021 по 2022 рік грав у складі команд «Гапнарфйордур» та «Валюр».
До складу клубу «Брейдаблік» приєднався 2023 року. Станом на 28 серпня 2023 року відіграв за команду з Коупавоґура 20 матчів в національному чемпіонаті.

## Виступи за збірні
У 2016 році дебютував у складі юнацької збірної Ісландії (U-16), загалом на юнацькому рівні взяв участь у 24 іграх, відзначившись 4 забитими голами.
Протягом 2019–2022 років залучався до складу молодіжної збірної Ісландії. На молодіжному рівні зіграв в 11 офіційних матчах, забив 1 гол.

## Титули і досягнення
- Володар Кубка Ісландії (1):

«Вікінгур» (Рейк'явік): 2019
- Володар Суперкубка Ісландії (1):

«Брейдаблік»: 2023